# Johannes Müller (Handballspieler)

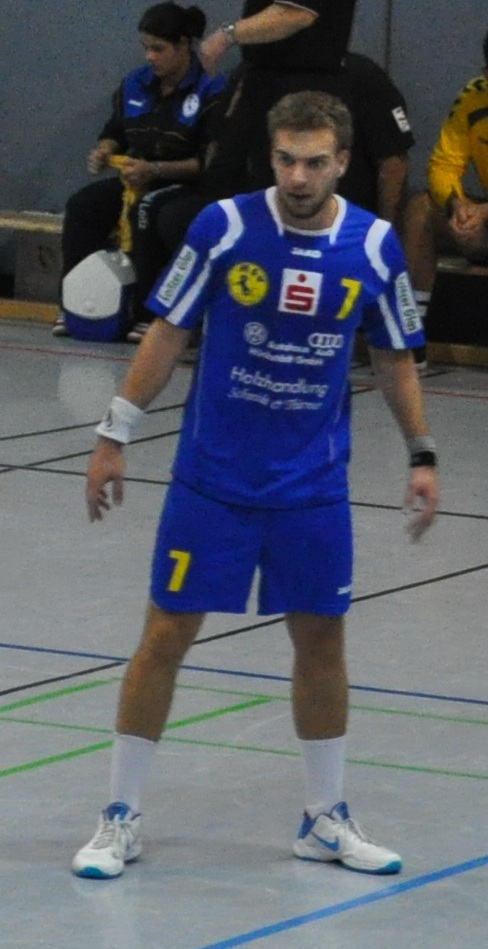
Johannes Müller (2010)

Johannes Müller (* 2. Mai 1986 in Berlin) ist ein ehemaliger deutscher Handballspieler.
Der 1,87 Meter große Johannes Müller wird auf den Spielpositionen linker Außenspieler und Rückraum Mitte eingesetzt. Er kam durch den Schulsport zum Handball und spielte bei der SG Polizei SV/VfL Tegel, bevor er 2004 zum Stralsunder HV kam. Er besaß ein Zweitspielrecht beim HSV Peenetal Loitz. Nach der Saison 2006/2007 wechselte er zum SV 63 Brandenburg-West. In den Spielzeiten 2009/2010 und 2010/2011 spielte er wieder beim HSV Peenetal Loitz; 2011 verließ er den Verein. Anschließend schloss er sich dem Oberligisten HC Neuruppin an. Müller beendete im März 2014 verletzungsbedingt seine Karriere.